# Georgetown (hrabstwo McDonough)
Georgetown – jednostka osadnicza w Stanach Zjednoczonych, w stanie Illinois, w hrabstwie McDonough.